# Leucauge
Leucauge é um gênero de aranha de tecelões orbe de mandíbula longa, com mais de 160 espécies e distribuição totalmente pantropical.

## Taxonomia
O gênero foi documentado pela primeira vez na "Description of new or little known Arachnida" de 1841 do zoólogo escocês Adam White. Charles Darwin sugeriu o nome do gênero e coletou o primeiro espécime em maio de 1832, mais tarde denominado L. argyrobapta.
Uma descrição vaga e a perda do único espécime deixaram o gênero mal definido. Leucauge se desenvolveu em algo como um táxon de lixeira contendo 300 espécies vagamente relacionadas, até que pesquisas no ano de 2010 resolveram L. argyrobapta como sinônimo do bastante comum L. venusta e permitiram a revisão e reclassificação do gênero. No entanto, um artigo de 2018 restaurou Leucauge argyrobapta como uma espécie separada.

## Descrição
As formas do corpo e das pernas e as marcas prateadas, pretas e amarelas das fêmeas de Leucauge tornam a identificação do gênero relativamente fácil. Eles têm duas fileiras de pelos longos e finos curvados nos fêmures da quarta perna. Na maioria dos casos, a teia é inclinada em vez de vertical e a aranha fica no meio da teia com a parte de baixo voltada para cima.

## Espécies selecionadas
O World Spider Catalog, desde Agosto de 2020, aceita 167 espécies do gênero. Este número inclui:
- Leucauge argyra
- Leucauge argyrobapta
- Leucauge celebesiana
- Leucauge decorata
- Leucauge digna – Santa Helena[6]
- Leucauge dromedaria (tecelão de orbe de prata, tecelão de orbe horizontal)
- Leucauge mabelae
- Leucauge Mariana
- Leucauge subblanda
- Leucauge subgemmea
- Leucauge tesselata
- Leucauge undulata
- Leucauge venusta (aranha do pomar, tecelã do pomar)

## Etimologia
O grego λευκός (leukos) significa "branco", enquanto αὐγή (augḗ) significa " amanhecer ", assim chamado porque as aranhas Leucauge constroem sua primeira teia antes do amanhecer.

## Galeria

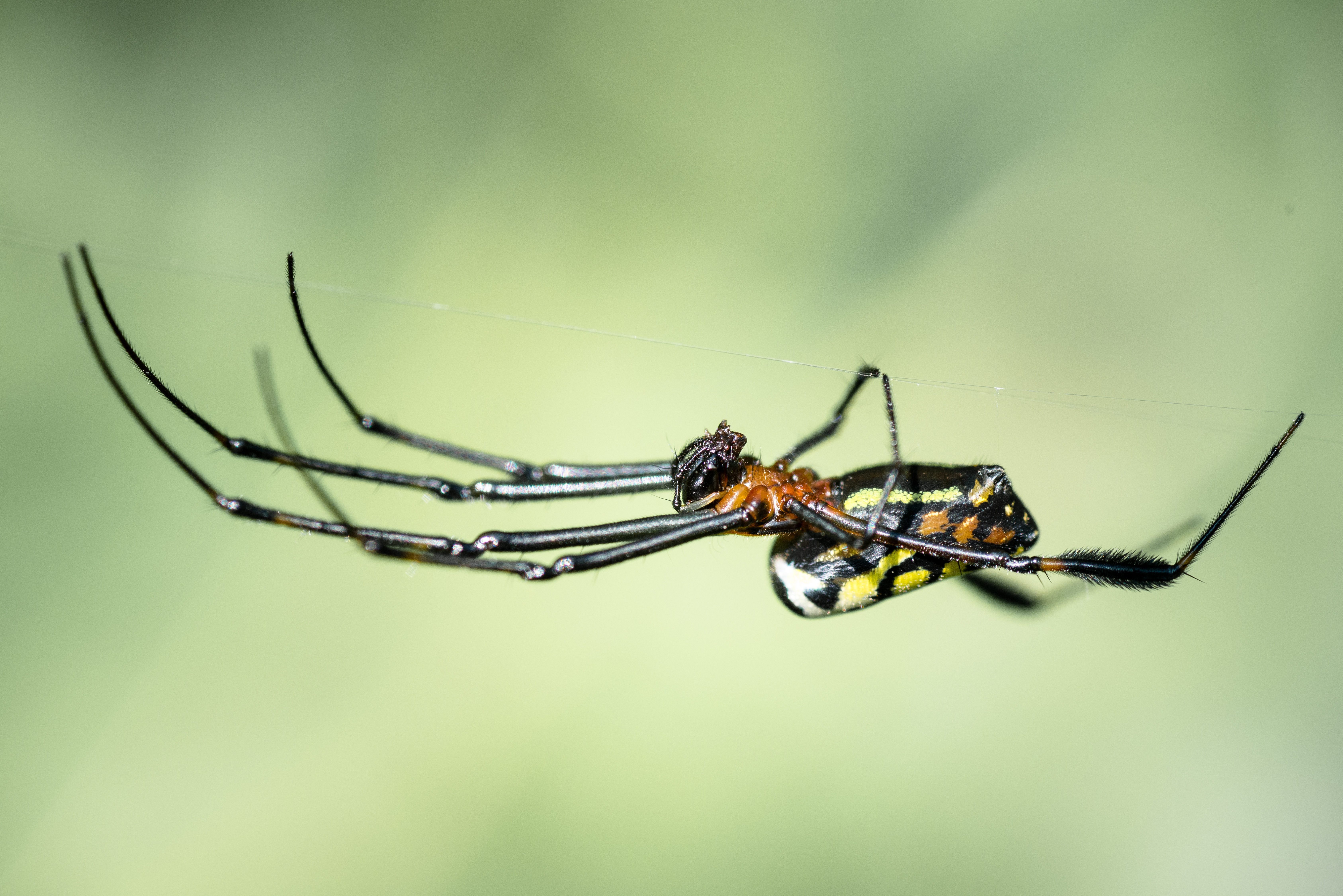
L. sp., Parque Nacional Kaeng Krachan, Tailândia
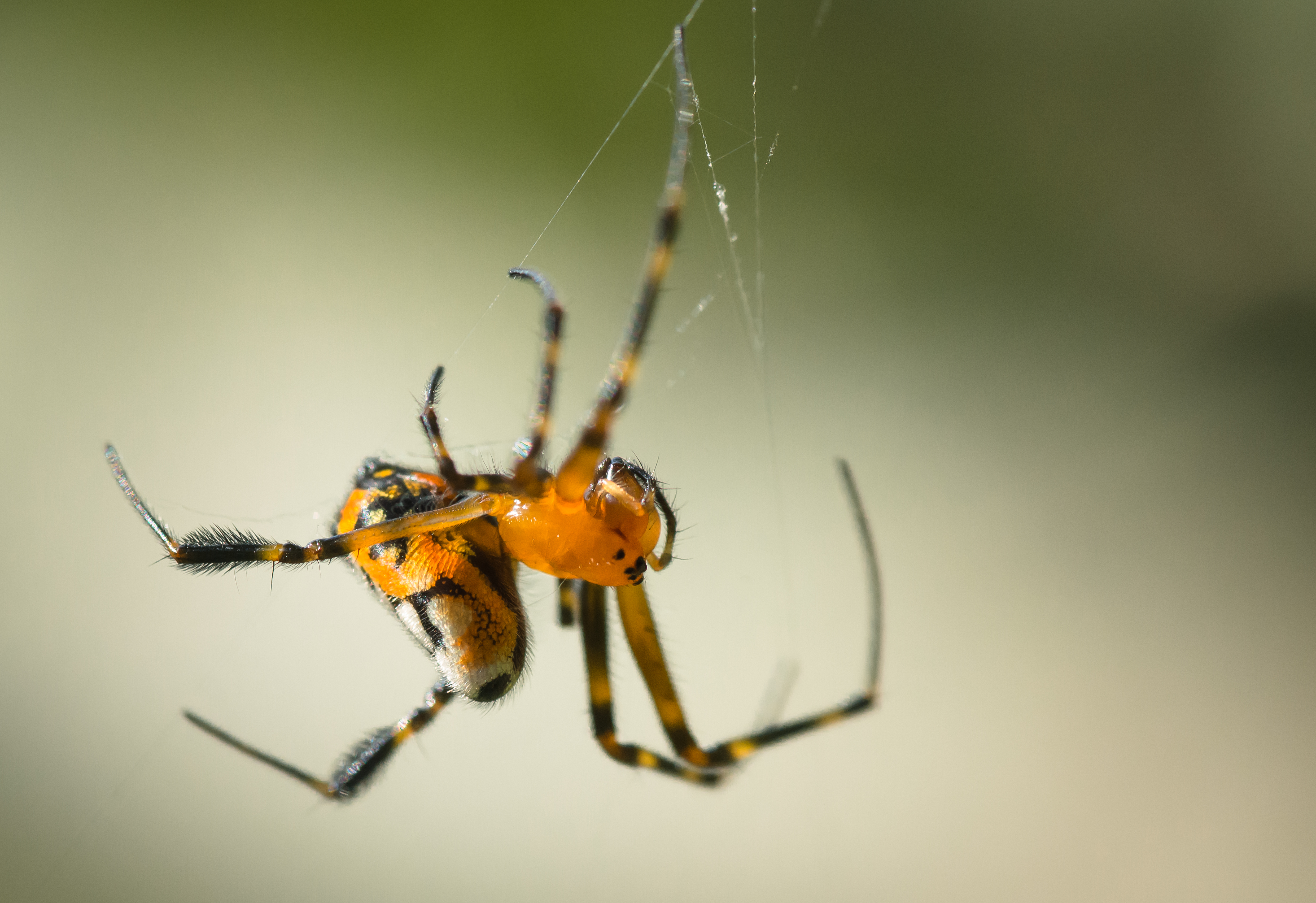
L. sp., Parque Nacional Kaeng Krachan, Tailândia
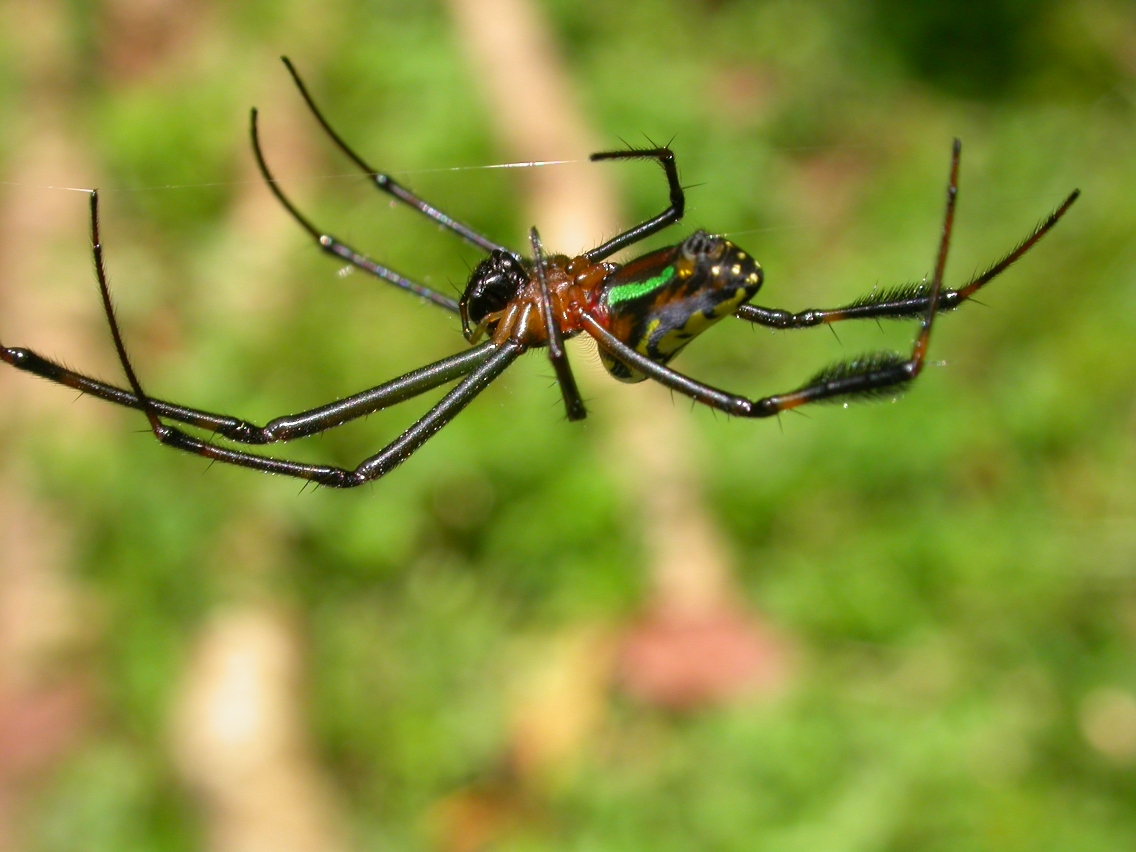
L. tessellata ou espécies relacionadas
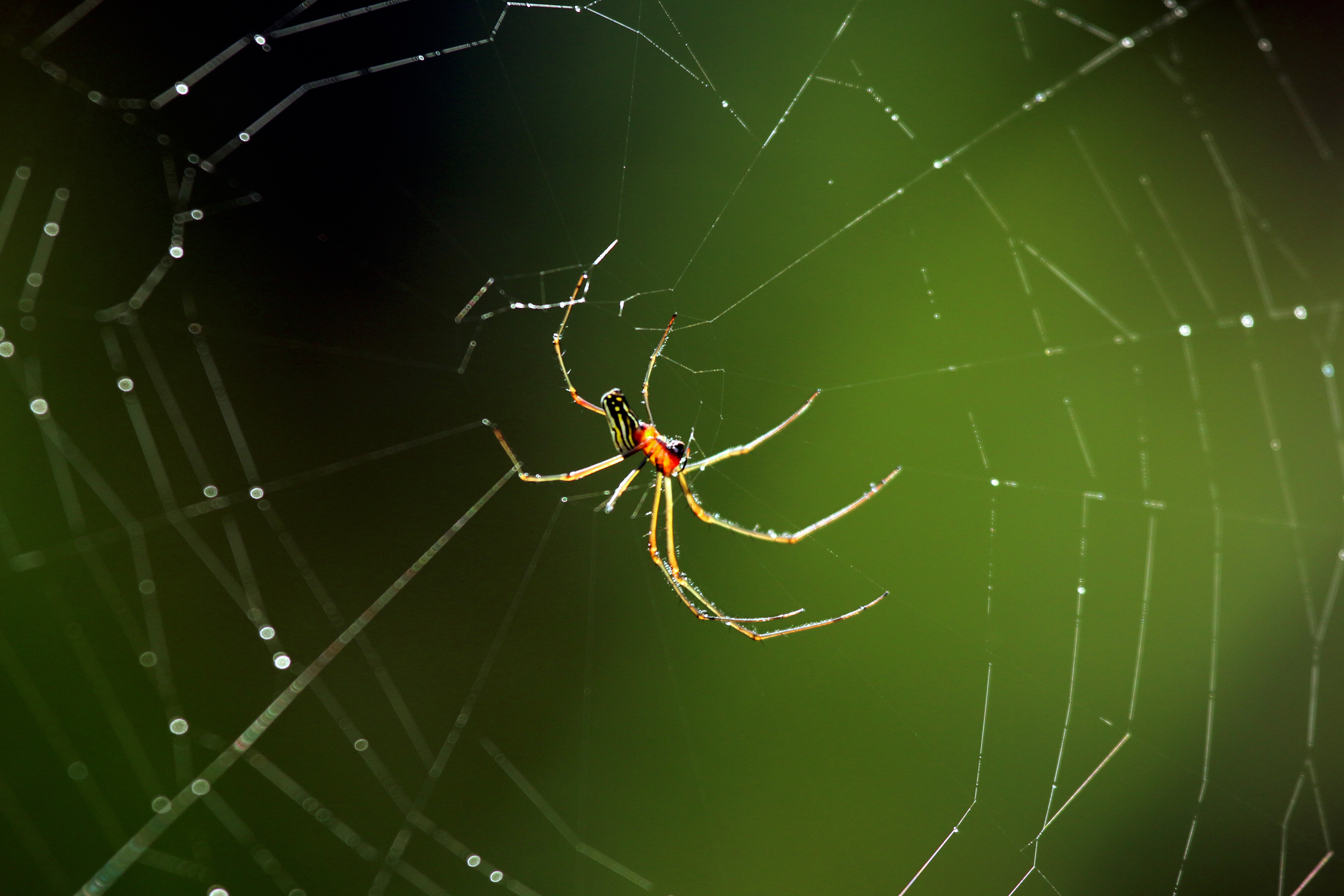
Mabel aranha do pomar, L. mabelae, Jamaica
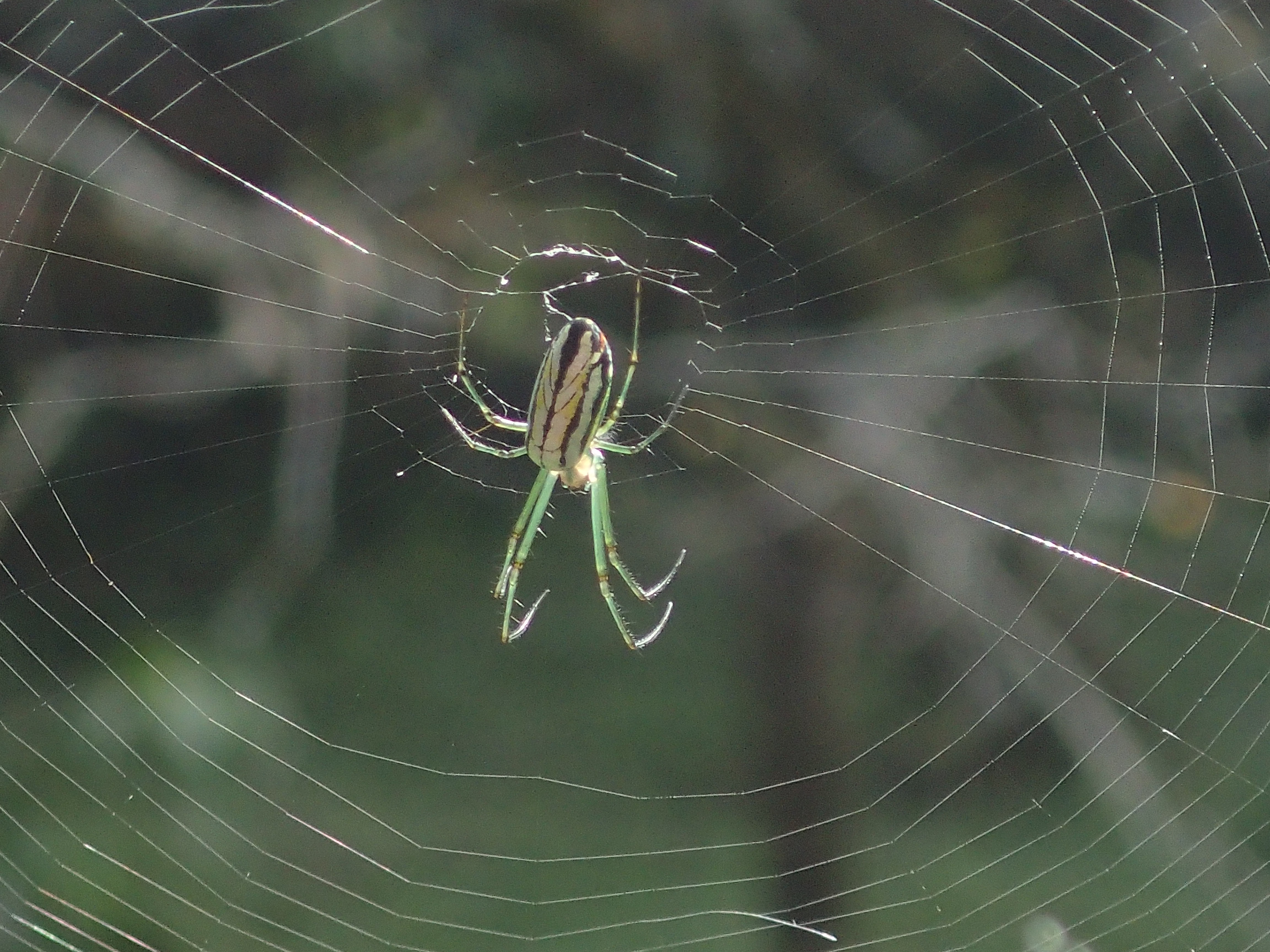
Vista dorsal de femêa madura Leucauge mariana